# 尚德机构
尚德在线教育科技有限公司（：STG，简称尚德机构，英文：Sunlands Technology Group），是美国纽约证券交易所的一家上市公司，主要为成人提供职业与学历培训服务。
公司成立于2003年，2015年9月18日在开曼群岛注册成立尚德在线教育科技有限公司。2018年3月23日，在纽约证券交易所上市，是中国首家赴美上市的成人教育机构。
2019年，公司实现净收入21.93亿元，同比增长11.1%；净亏损3.95亿元，同比收窄57.4%。